# Фалилеев, Юрий Владимирович
Юрий (Георгий) Владимирович Фалилеев (9 октября 1917, Кладбищи Симбирская губерния, Российская империя — 19 июля 1989, 	Москва, СССР) — советский учёный и педагог в области онкологии и хирургии, доктор медицинских наук, профессор, член-корреспондент АМН СССР (1984).

## Биография
Родился 9 октября 1917 года в деревне Кладбищи, Алатырского уезда Симбирской губернии.
С 1936 по 1941 год обучался на лечебном факультете Первого Московского государственного медицинского института, был учеником профессора А. И. Савицкого. С 1941 года был участником Великой Отечественной войны в составе 874-го полка 282-й дивизии 13-й армии в качестве — врача полка. С 1941 по 1943 год находился в плену, и с 1943 по 1944 год после побега из лагеря для военнопленных находился в составе партизанского отряда и 37-й партизанской бригады в качестве врача отряда и начальника санитарной службы бригады.
С 1944 по 1945 год на клинической работе в Молодеченской областной больнице Белорусской ССР в должности ординатора хирургического отделения. С 1945 по 1949 год обучался в Первом Московском государственном медицинском институте на ординатуре госпитальной хирургической клинике. С 1949 по 1958 год на научной работе в Московском научно-исследовательском онкологическом институте в должности младшего научного сотрудника. С 1958 по 1989 год на научно-педагогической работе в Центральном ордена Ленина институте усовершенствования врачей в должностях: с 1958 по 1969 год — ассистент, с 1969 по 1971 год — доцент, с 1972 по 1978 год — профессор, с 1978 по 1989 год —
заведующий кафедрой онкологии, С 1979 по 1989 год одновременно с педагогической занимался и научной деятельности в должности руководителя отделения опухолей головы и шеи Всесоюзного онкологического научного центра АМН СССР.

### Научно-педагогическая деятельность
Основная научно-педагогическая деятельность Ю. В. Фалилеева была связана с вопросами в области диагностики и лечения различных видов злокачественных новообразований, в том числе: онкологии, рака лёгкого, внеорганных опухолей полости рта и шеи, опухолей молочной и щитовидной желез. Г. В. Фалилеев являлся
— членом экспертного совета ВАК СССР, членом Президиума Всероссийского научного онкологического общества и членом Комитета по изучению опухолей головы и шеи при Всесоюзном научном медицинском онкологическом обществе.
В 1972 году защитил докторскую диссертацию, в 1974 году ему было присвоено учёное звание профессора, в 1984 году он был избран член-корреспондентом АМН СССР. Под руководством Ю. В. Фалилеева было написано около двухсот научных работ, в том числе четырёх монографий Г. В. Фалилеев — автор более двухсот научных работ, в том числе четыре монографий, под его руководством было защищено двадцать две кандидатские и две докторские диссертации.
Скончался 19 июля 1989 года в Москве, похоронен на Ваганьковском кладбище.

## Награды
- два Ордена Отечественной войны 2-й степени
- Медаль «Партизану Отечественной войны» 2-й степени
- Медаль «За победу над Германией в Великой Отечественной войне 1941—1945 гг.»[2]